# Henry Hyde, II conte di Clarendon
Henry Hyde, secondo conte di Clarendon (Westminster, 2 giugno 1638 – Westminster, 31 ottobre 1709), è stato un politico inglese.

## Biografia

### La famiglia
Henry era il figlio maggiore del ministro Edward Hyde e di suo moglie Frances, nonché fratello di Lady Anna Hyde, duchessa di York in quanto moglie di Giacomo Stuart, fratello del re Carlo II d'Inghilterra.

### Il regno di Carlo II

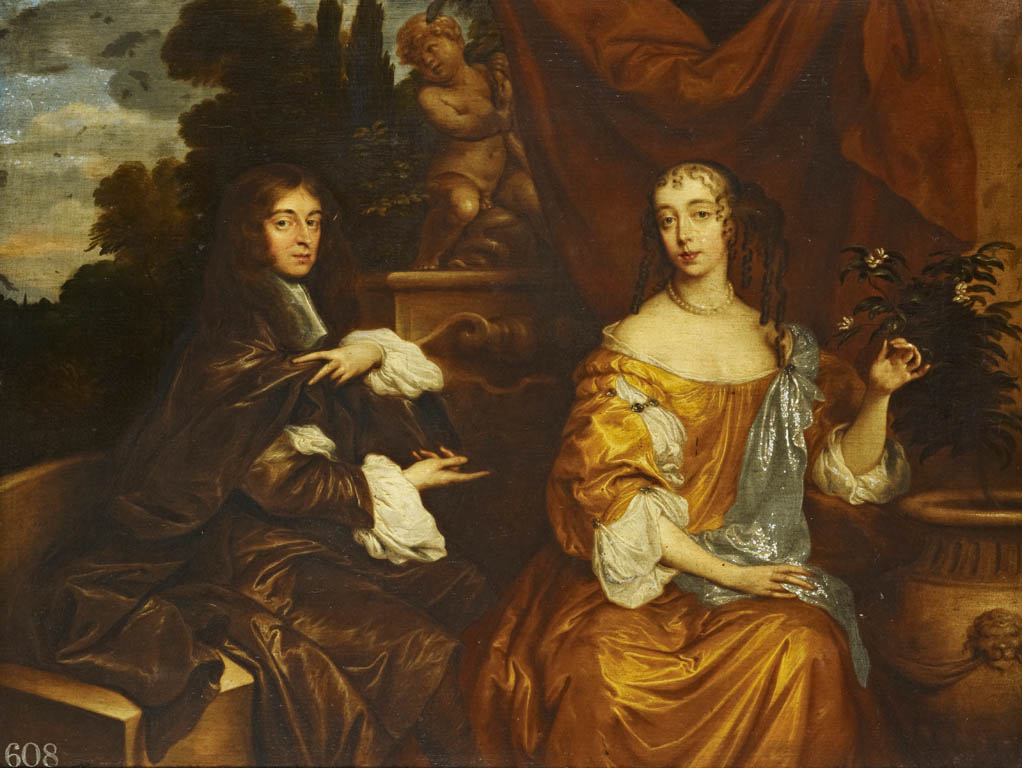
Henry Hyde e sua moglie Theodosia Capell

Poco dopo il ritorno della sua famiglia in Inghilterra nel 1660 con la Restaurazione, Hyde sposò Theodosia, figlia di Arthur Capell, I barone Capell di Hadham, e sorella di Mary Somerset, duchessa di Beaufort. Ella morì nel 1662, e nel 1670 si risposò con Flower, vedova di William Bishop e di Sir William Backhouse (uomo di fiducia di suo padre), e sorella di William Backhouse, dalla quale ottenne in dote il maniero di Swallowfield Park, nel Berkshire; successivamente questa divenne First Lady of the Bedchamber della regina Anna. Sarà su consiglio della confidente Sarah Churchill che la regina successivamente inizierà a fidarsi molto meno di sua zia; Sarah detestava Flower, che ella chiamava semplicemente e dispregiativamente "la pazza". Henry ottenne il titolo di cortesia di lord Cornbury dal 1661. Divenne membro del parlamento per la costituente del Wiltshire, sino al 1674.
Nel 1662 venne nominato segretario privato della regina Caterina di Braganza, di cui divenne anche ciambellano nel luglio del 1665, anche se con gli anni i rapporti tra i due si raffreddarono notevolmente. John Evelyn nel 1664 lo aiutò a progettare e piantumare Cornbury Park. Parò per conto di suo padre alle accuse di impeachment nel 1667; dopo la caduta di suo padre, lord Cornbury divenne un oppositore del partito di corte e del Ministero Cabal. Attaccò George Villiers, II duca di Buckingham ed Henry Bennet, I conte di Arlington. Alla morte di suo padre nel 1674 gli succedette come conte di Clarendon. Nel 1680, il suo influente cognato, Giacomo, duca di York, lo nominò suo consigliere privato. Quasi nel contempo venne nominato custode di Denmark House nonché tesoriere delle entrate della regina, pur manifestando sovente le prime difficoltà finanziarie.
L'amicizia oltre alla parentela col duca di York portò alla sua inclusione con suo fratello Laurence che vennero accusate dalla Camera dei Comuni nel gennaio del come "persone inclini al papismo". Come lealista, visitò nella Torre di Londra sia Arthur Capell, I conte di Essex (fratello della sua prima moglie) nel 1683, e poi il duca di Monmouth, perorando inoltre la causa di Alice Lisle quando questa venne condannata dal giudice George Jeffreys.

### Il regno di Giacomo II
Nel 1685, il cognato di Henry, Giacomo II d'Inghilterra, lo nominò Lord Privy Seal. Alcuni mesi dopo, l'incarico venne commissariato ed egli venne creato Lord Luogotenente d'Irlanda.

#### In Irlanda
Richard Talbot, I conte di Tyrconnell era stato convocato a Londra dal comando delle forze militari in Irlanda quando Clarendon si trovò a Dublino (dicembre 1685). Il 9 gennaio 1686 il nuovo lord luogotenente giunse a Dublino. Egli trovò la sua autorità offuscata da quella del comandante in capo locale all'epoca assente per altri incarichi. Poco dopo Clarendon seppe da Robert Spencer, II conte di Sunderland dell'intenzione del re di introdure il cattolicesimo nel sistema giudiziario ed amministrativo irlandese, come pure nell'Irish Army. Clarendon informò prontamente tutti i vescovi ed i predicatori, ed ammise dei cattolici e consiglieri nonché tra gli ufficiali dell'esercito e nelle corporazioni. Ad ogni modo fece delle proteste accorate al re. Nel giugno del 1686 Tyrconnel tornò con pieni poteri come comandante in capo; Clarendon terminò il suo incarico.
Tyrconnell trasformò l'esercito e nell'agosto del 1686 visitò l'Inghilterra per ottenere il permesso del re di rimpiazzare nella legislazione l'Act of Settlement 1662. Clarendon inviò altre proteste sia al re che alla regina durante l'assenza del suo rivale, ma suo fratello Lawrence (ora conte di Rochester), giunse alla conclusione che non vi era ormai speranza di mantenere per suo fratello la sua posizione in Irlanda se non tramite l'influenza della regina. Dopo circa tre settimane dopo le dimissioni del conte di Rochester (8 gennaio 1687), ricevette una lettera di richiamo dal conte di Sunderland. Tyrconnell, che aveva preso il posto di Clarendon ebbe un incontro con lui l'8 febbraio successivo. Il 21 febbraio Clarendon sbarcò a Neston nel Cheshire.

#### La perdita dell'incarico
Henry e suo fratello, il conte di Rochester, erano ormai scaduti dal favore del re e vennero licenziati dai loro incarichi. Il Sigillo Privato venne concesso il 16 marzo 1687 al cattolico Henry Arundell, III barone Arundell di Wardour, e Clarendon decise a quel punto di ritirarsi per un poco a vita privata. Si dedicò quindi al matrimonio di suo figlio, Lord Cornbury, e ad un metodo per ottenere nuovo denaro per mantenere le proprietà di famiglia. Iniziò una serie di speculazioni per la cavatura del carbone dalla foresta di Windsor. Giacomo II gli assegnò una pensione governativa dall'inizio del 1688.
Nel dicembre 1688 si schierò dalla parte di Guglielmo d'Orange durante la Gloriosa Rivoluzione che depose Giacomo II. Fu lui personalmente ad avvisare Guglielmo della fuga di re Giacomo II.

### Giacobita
Con l'ascesa di Guglielmo III, ad ogni modo, tenne una linea politica tipicamente tory rigettando sia l'idea che re Giacomo II avesse abdicato, sia il fatto che la corona dovesse andare in maniera egualitaria a Guglielmo III ed a Maria II, rifiutandosi di giurare fedeltà al nuovo governo costituito.
Guglielmo, che pure aveva riposto delle speranze in Henry, colse l'occasione per denigrarlo come persona ostile alla chiesa anglicana. Effettivamente Clarendon era in contatto con Richard Graham, I visconte Preston, noto cospiratore giacobita. Il 24 giugno, la regina Maria II diede ordine di arrestare suo zio, ed il giorno successivo egli venne imprigionato nella Torre di Londra dove rimase per i successivi sei anni. Morì nel 1709 lasciando il titolo di conte di Clarendon al figlio Edward.